# 大衛·禾根
大衛·奧雲·禾根（英語：David Owen Vaughan，1983年2月18日—）是一名威爾斯足球運動員，司職中場，出身克魯青訓系統，並曾出國效力皇家蘇斯達一季，返回英格蘭後效力黑池，現時效力英冠球會诺丁汉森林。禾根亦是威爾斯國腳，曾代表U19及U21參加青少年國際賽，於2003年獲選加入大國腳行列。

## 生平

### 球會
克魯
禾根出身著名的克魯青訓學院，初時擔任二閘，時任領隊達利奧·加迪（Dario Gradi）將他改造成左中場。2000年8月19日於主場0-0賽和布力般流浪首次代表一隊上陣，但他要等待到翌季才再獲得上陣機會，整季在各項賽事上陣16場，並於2002年1月26日於英格蘭足總盃第四圈作客4-2淘汰洛達咸取得個人首個入球。但克魯以第22位結束球季，來季降班到乙組〈第三級〉。
2002/03年球季禾根鞏固一隊正選席位，整季上陣39場並射入4球，協助克魯取得聯賽亞軍及回升甲組〈第二級〉席位。接著兩季禾根分別上陣33場及48場，2004/05年球季他取得6個入球，協助球隊僅以1個得失球差壓倒基寧咸成功保留已更名英冠的席位。翌季他上陣36場及射入5球，惟整體實力不足的克魯僅取得第22位，於來季降班英甲。
2006/07年球季禾根由於受到腹股溝傷患影響，於2007年4月需要接受疝氣手術而缺席餘下賽事，整季僅上陣35場及射入4球，而克魯未能如上次般隨即取得升班資格，僅獲得第13位的中游席位。2007/08年球季禾根於揭幕日主場2-1擊敗白禮頓有為克魯上陣，由於禾根將於季後約滿，而亦表示希望離隊外闖，克魯於是接納西班牙球會皇家蘇斯達的30萬英鎊求購出價。
皇家蘇斯達
禾根的威爾斯同鄉基斯·高文（Chris Coleman）於2007年6月在皇家蘇斯達降班西乙後接手任教，並於夏季增強兵力爭取升班，引進禾根的交易於2007年8月19日落實，禾根表示對轉會感到十分興奮，但基斯·高文於2008年1月16日以與新任會長意見不同為由請辭，禾根整季僅獲得上陣9場和1球斬獲，而球隊亦只取得第4位未能升回西甲。
黑池
2008年8月4日禾根返回英格蘭，以20萬英鎊身價加盟英冠球會黑池，簽約兩年加一年優先續約權，填補離隊轉投诺里奇城的韦斯·荷拉汉空缺。8月9日首次為「海灣人」（the Seasiders）上陣，於主場布隆菲尔德路球场0-1負於布里斯托城下半場後補登場；於2009年2月7日主場2-3負於唐卡士打取得加盟後首球。加盟首季上陣35場。
2009/10年球季禾根於2009年10月17日主場2-0擊敗普利茅夫取得聯賽入球；12月12日作客對葉士域治，因兩次黃牌警告遭球證出示紅牌驅逐離場；於球隊在2010年1月20日主場2-0擊敗雷丁後，他入選「英冠每週最佳陣容」（The Championship Team of the Week）。黑池以第6位取得參加升班附加賽最後一個席位，於準決賽兩回合累計6-4淘汰諾定咸森林，5月22日在溫布萊球場決賽以3-2擊敗卡迪夫城取得最後一張升班英超入場劵。禾根連同3場附加賽整季為黑池上陣46場及射入兩球。於取得升班資格後黑池隨即啟動合約條款與禾根續約一年。
2010/11年球季禾根首次在頂級聯賽角逐，揭幕日作客4-0大勝韋根在英超初度亮相；11月6日主場2-2賽和愛華頓取得首個英超入球，賽後更與另一個取得入球的隊友尼尔·埃德利一同入選「英超每週最佳陣容」。2011年1月15日作客對西布朗，禾根為黑池先拔頭籌，但最終仍負2-3落敗而回；2月26日作客0-4負於狼隊，查理·阿當缺陣由禾根擔任代隊長。
由於禾根於2011年夏季約滿，時任領隊伊恩·荷路威（Ian Holloway）擔憂失去這員關鍵球員，而球會秘書馬特·威廉斯（Matt Williams）證實球會希望與禾根續約，而他表示會等待球會提出條件，但希望獲得合理回報才會留隊，於冬季轉會窗後仍然留隊後，禾根表示要待季後才決定去向。
新特蘭
球季結束後黑池降班返回英冠，禾根拒絕續約條件尋求留在英超參賽。2011年7月7日禾根成功轉投新特蘭，簽約三年。
外借諾定咸森林
2013年10月31日，英冠诺丁汉森林從英超新特蘭借用30歲威爾斯代表禾根，借用至2014年1月29日。
2014年1月31日，诺丁汉森林再借用禾根直至球季結束。
諾定咸森林
2014年4月20日，诺丁汉森林宣佈31歲的禾根接受球會開出條件於借用期結束後正式加盟，合約為期兩年。

### 國家隊
禾根於2002年為威爾斯U19上陣兩場及射入1球。其後獲提升上U21，在2002年至2005年間上陣8場及射入3球。
2003年5月26日他首次代表威爾斯成年隊上陣，作客聖荷西以0-2負於美國踢足全場90分鐘賽事。禾根入選代表威爾斯參加2010年世界盃外圍賽，於2009年10月10日作客1-2負於芬蘭，他於17分鐘助攻予比拿美射入一度扳平1-1；四天後，他接應巴利的傳球射入個人首個成年國際賽入球，協助國家隊作客以2-0擊敗列支敦士登。
國際賽入球
截至2009年10月14日
| #  | 日期           | 場地                         | 對賽球隊   | 入球 | 賽果 | 競賽               | 報告                   |
| -- | -------------- | ---------------------------- | ---------- | ---- | ---- | ------------------ | ---------------------- |
| 1. | 2009年10月14日 | 列支敦士登瓦都茲萊茵公園球場 | 列支敦斯登 | 1–0  | 2–0  | 2010年世界盃外圍賽 | （页面存档备份，存于） |

## 榮譽
黑池
- 英格蘭冠軍聯賽附加賽冠軍：2009/10年；

## 外部連結
- 足球数据库：大衛·禾根的球员统计数据
- 諾定咸森林官網簡歷
- 黑池官網簡歷